# 3 км (зупинний пункт, Південна залізниця, Полтавський район)
3 км — пасажирський зупинний пункт Полтавської дирекції Південної залізниці на електрифікованій лінії Полтава-Південна — Берестин між станцією Полтава-Південна (3 км) та зупинним пунктом Микільське (4,7 км). Розташований на західній околиці села Копили Полтавського району Полтавської області.

## Пасажирське сполучення
На Платформі 3 км зупиняються приміські електропоїзди сполученням Полтава — Лозова.